# Tonbandgerät

Revox PR99 Mk II, etwa 1985

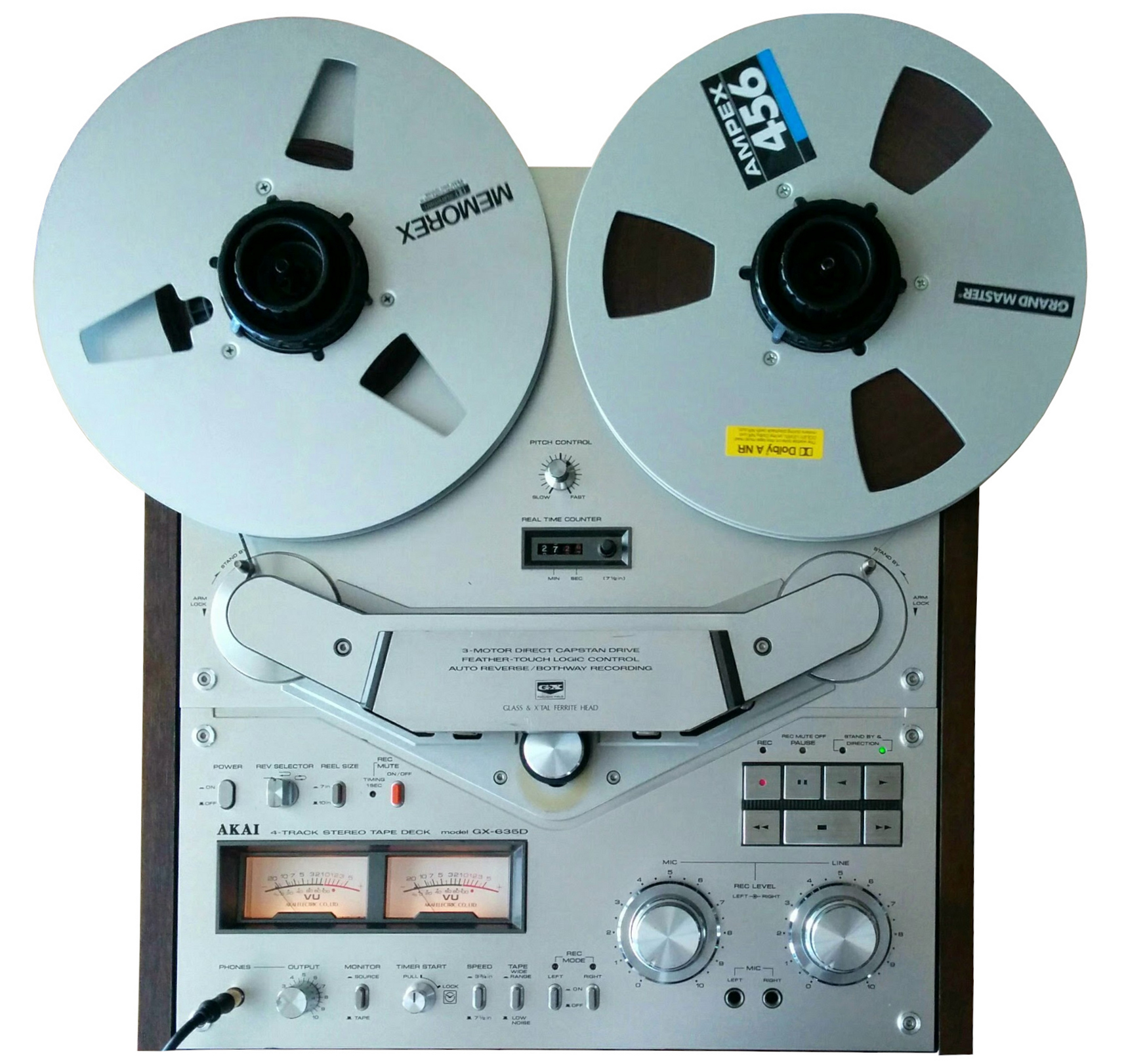
Akai GX-635D mit Autoreverse, 1978

Ein Tonbandgerät ist ein Elektrogerät, das die Funktionen eines Audiorekorders und eines Wiedergabegeräts kombiniert und zur analogen Tonaufzeichnung auf Tonbandmaterial dient. Letzteres besteht aus dünnem Kunststoff als Trägermaterial, das mit einer magnetisierbaren Schicht mit Eisen-, Eisenoxid- und/oder Chromoxidkristallen beschichtet ist. 1935 stellte die Allgemeine Elektricitäts-Gesellschaft (AEG) auf der 12. Großen Deutschen Funk-Ausstellung in Berlin das weltweit erste Tonbandgerät der Öffentlichkeit vor. Zunächst waren Tonbandgeräte Rundfunk- und Studioanwendungen vorbehalten. Ab Anfang der 1950er Jahre brachte eine zunehmende Zahl von Herstellern Tonbandgeräte für den Heimbereich mit immer mehr technischen Möglichkeiten und steigender Qualität zu privat erschwinglichen Preisen auf den Markt.
Der Boom der Spulentonbandgeräte wurde erst in den 1970ern durch die kleine Variante, die kompakteren Kassettenrekorder, deutlich gebremst, und ab Ende der 1990er Jahre durch den Siegeszug der Digitaltechnik in der Unterhaltungs- und professionellen Tonstudio-Elektronik nahezu vollständig vom Markt verdrängt.

## Aufbau und Technik

Bandlauf eines Tonbandgerätes

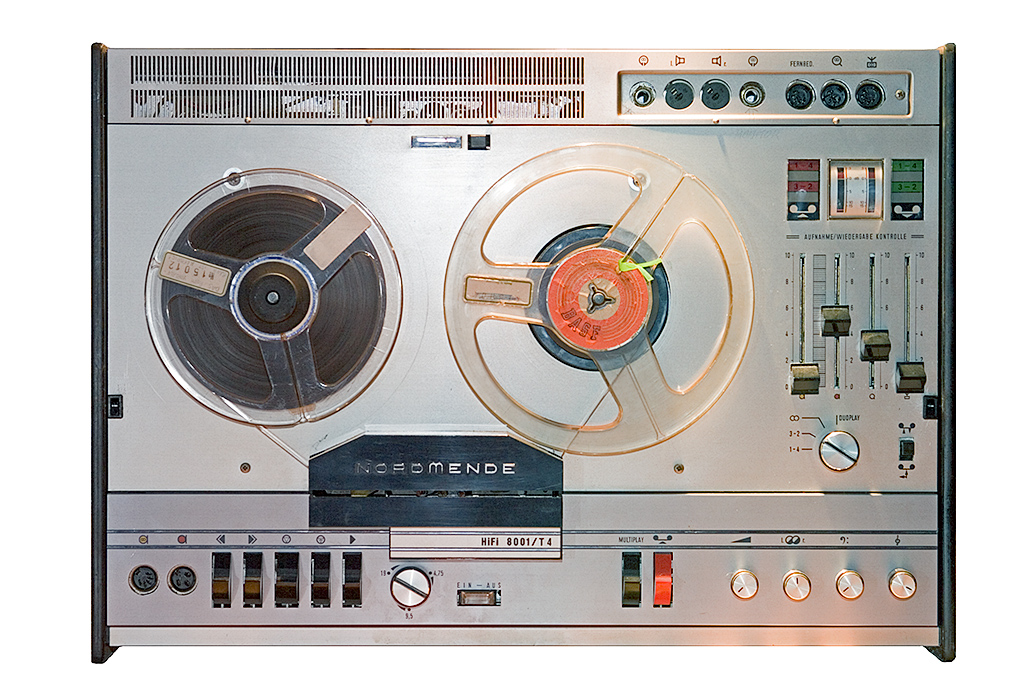
Tonbandgerät von Nordmende

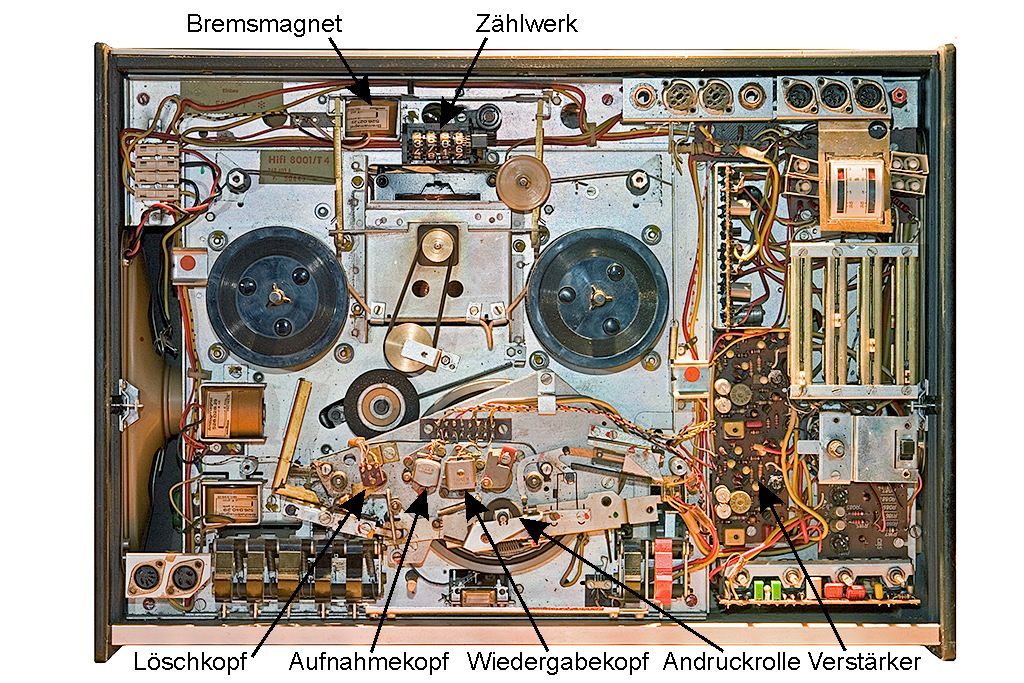
Tonbandgerät von Nordmende (Innenansicht)

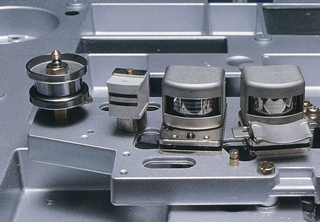
Tonköpfe einer Revox B77

Standardmäßig befindet sich links die Abwickelspule mit dem Bandvorrat, in der Mitte der Kopfträger mit den Tonköpfen sowie der Capstan und rechts die Aufwickelspule (siehe rechte Schema-Zeichnung). Im professionellen Bereich werden auch offene Bandteller verwendet, als Wickelkörper dienen der AEG-Spulenkern (sogenannter Bobby) bzw. der NAB-Ring.

### Löschkopf und Tonkopf
Zur Aufzeichnung dienen zwei Tonköpfe. Zuerst läuft das Band über eine Umlenkrolle am Löschkopf (LK) vorbei, der einen relativ breiten Kopfspalt aufweist und mit Hochfrequenz weit jenseits hörbarer Frequenz – meist über 80 kHz – aus dem Löschgenerator gespeist wird. Ein qualitätsmindernder Gleichstromlöschkopf oder Festmagnet ist bei Tonbandgeräten eher selten. Die eigentliche Aufzeichnung erfolgt mit einem Sprechkopf (SK), der einen etwas breiteren Kopfspalt als der Hörkopf (HK) aufweist, um eine genügende Durchflutung des magnetisierbaren Materials und damit genügend Pegel und Rauschabstand zu ermöglichen. Die aufzuzeichnende Niederfrequenz wird mit der Hochfrequenz vom Löschgenerator moduliert, um Hystereseeffekte zu vermeiden, die sog. Vormagnetisierung. Üblicherweise wird die Vormagnetisierung am Ausgang des Aufnahmeverstärkers zugemischt, bei Tandberg und Akai gab ein extra Tonkopf auf der Rückseite des Bandes gegenüber dem Aufnahmekopf die Vormagnetisierung hinzu (Crossfield-Technik).
Zur Wiedergabe dient ein Hörkopf, der einen möglichst schmalen Kopfspalt haben sollte, um eine möglichst hohe Grenzfrequenz zu erreichen. Bei preiswerteren Geräten wird nur ein einziger Kombikopf sowohl als Hör- und als Sprechkopf verwendet, der dann nach einem Kompromiss für beide Anforderungen ausgelegt wird. Durch das Zusammenführen von Hör- und Sprechkopf ist es nicht möglich, die aktuelle Aufnahme direkt zu kontrollieren.

### Hinterbandkontrolle
Das Abhören der soeben am Aufnahmekopf auf das Band magnetisierten Aufzeichnung durch den nachfolgenden Wiedergabekopf wird Hinterbandkontrolle genannt. Somit kann unmittelbar während der Aufzeichnung die Signalkette bis zum Tonband kontrolliert werden.
Diese setzt eine aufwändigere Elektronik voraus, die getrennte Schaltkreise für Aufnahme und Wiedergabe bereitstellt, durch interne Rückführung des Wiedergabesignals in den Aufnahmekanal aber auch sogenanntes „Multiplay“ oder einen Echoeffekt ermöglicht wie z. B. im „Royal de luxe“ von Uher. Kombikopfgeräte verwenden dieselbe Elektronik, die jeweils als Aufnahmeverstärker oder Wiedergabeverstärker geschaltet werden muss, mit den entsprechenden Entzerrungskennlinien und Hochfrequenzfallen, denn an den Aufnahmekopf muss auch der Löschoszillator die Vormagnetisierung liefern, ohne den Aufnahmeverstärker zu stören. Es ist naheliegend, dass ein Tonbandgerät mit Löschoszillator und Aufnahmeverstärker, Löschkopf und Aufnahmekopf (mit 7 Mikrometer Spaltbreite) konsequent für Aufnahme optimiert werden kann, während ein separater Wiedergabekopf (2 Mikrometer Spaltbreite) mit optimiertem Wiedergabeverstärker die beste Wiedergabequalität liefert. Gegenüber dem Kombikopfgerät ist zwar ein höherer Tonkopf-Justageaufwand erforderlich, die höhere und verzerrungsärmere Magnetisierung des Bandes, der bessere Frequenzgang und die präzisere Phasenlage (Bezug beim Aufnahmekopf ist hintere Spaltkante, beim Wiedergabekopf Spaltmitte) erfüllen eher hochgesteckte HiFi-Anforderungen.
Der Kopfspalt ist in der Praxis nicht ein Luftspalt, sondern eine antimagnetische Metallfolie definierter Stärke.

### Diakopf
Im „Royal de luxe“ von Uher gab es noch einen weiteren Tonkopf, der die Vertonung von Dia-Präsentationen mit handgesteuerten Einzelimpulsen oder Super-8-Filmen nach dem Einheitstonverfahren ermöglichte. Dieser sog. Diakopf nutzte einen eigenen Bereich des Tonbandes als Impulsspur zur Aufzeichnung der Tonfrequenzimpulse. (vgl. dazu auch Taktkopf)

### Bandantrieb
Der eigentliche Bandantrieb erfolgt nicht über die Bandteller, da dies angesichts der ständigen Durchmesseränderungen der Bandwickel zu Geschwindigkeitsschwankungen führen würde. Die konstante Bandgeschwindigkeit wird durch eine senkrecht stehende, präzisionsgefertigte Stahlwelle in enger Nähe zu den Tonköpfen gewährleistet, die einen genau festgelegten Durchmesser hat und mit hochkonstanter Drehzahl rotiert. Diese Welle nennt man Capstan oder Tonwelle; sie ist oft chemisch aufgeraut, um den Schlupf beim Bandtransport gering zu halten. An diese wird das Band durch eine gefederte Gummirolle (Andruckrolle) angedrückt. Die Bandteller sind dann nur noch dazu da, das Bandmaterial mit geringem Widerstand abzuwickeln und mit leichtem Zug auf der anderen Seite aufzuwickeln. Bei preiswerten Geräten erfolgt dies meist durch mechanische Rutschkupplungen, deren Antrieb über Zwischenräder vom Capstanmotor abgeleitet ist. Bei (halb-)professionellen Geräten (z. B. Revox) erfolgt der Antrieb mit drei Motoren, von denen zwei für das Drehmoment der beiden Wickelteller und der dritte für den Antrieb der Capstanwelle zuständig sind. Wenn die Motorwelle direkt den Wickelteller trägt bzw. als Tonwelle fungiert und der jeweilige Motor elektronisch kontrolliert wird, kann der mechanische Aufbau vereinfacht werden, bei gleichzeitiger Steigerung der Zuverlässigkeit, Langlebigkeit, Wartungsfreiheit und Tonqualität.

### Bandberuhigung
Die erstmals von Telefunken nahe dem Aufnahmekopf eingesetzte Bandberuhigungsrolle dämpft Bandlängsschwingungen, welche als Frequenzmodulationskomponenten die Wiedergabe mit Modulationsrauschen verschlechtern würden, wahrgenommen als Rauigkeit. Diese Aufgabe kann ein Kugellager im linken Umlenkdorn (Revox) oder eine Rolle in der Bandführung (ASC) übernehmen, die zwischen Aufnahme- und Wiedergabekopf gleichzeitig für optimale Umschlingung der Kopfspiegel sorgt. Die nächsthöhere Bandgeschwindigkeit zeigt weniger Längsschwingungen, was sich neben besserem Frequenzgang in gesteigerter Klarheit und Transparenz niederschlägt. Hinzu kommt eine verbesserte Aussteuerbarkeit der hohen Frequenzanteile bei hoher Bandgeschwindigkeit. Aus gutem Grund verwenden hochwertige Bandgeräte hohe Geschwindigkeiten und Halbspurlage für Stereo. Bei Viertelspur hört man die Gegenspur bei 19 oder 38 cm/s im Bassbereich übersprechen. Viertelspur hat 3 Rasenspuren, Halbspur nur eine, die resultierende größere nutzbare Spurbreite verbessert den Rauschabstand und auch die Dropoutsicherheit bei der Aufnahme, wo ein guter Band-Kopfkontakt entscheidend wichtiger ist als bei der Wiedergabe. In der Praxis eignen sich leider häufig gespielte Bänder weniger für Neuaufnahmen, verformte Bandkanten und Bandabrieb verhindern den benötigten Kopfkontakt für die gleichmäßige Magnetisierung.

### Bandgeschwindigkeit
Die Bandgeschwindigkeit bei Spulentonbandgeräten beträgt heute 9,5 cm/s oder mehrfach Doppeltes oder Halbes davon (19, 38, 76 cm/s, 4,75 cm/s). Der Wert 4,75 cm/s wird auch bei Audiokassetten verwendet. Videokassetten des Systems VHS laufen in Standardgeschwindigkeit unter PAL etwa halb so schnell (2,339 cm/s), die eigentliche Band-zu-Kopf-Geschwindigkeit ist jedoch durch die Schrägspur-Aufzeichnung um ein Vielfaches größer.
Jede Bandgeschwindigkeit hat ihre spezielle optimale Emphase. Zu dieser Änderung des Frequenzganges gehört eine genormte Zeitkonstante. Dabei werden bei der Aufnahme hohe Frequenzen angehoben (Vorverzerrung oder Präemphase), die bei der Wiedergabe durch die Entzerrung (Deemphase) wieder abgesenkt werden. Mit diesem Verfahren wird das Bandrauschen abgesenkt, charakteristische Frequenzgangverhalten der Bandmaterialien korrigiert und die Aussteuerungsgrenze optimiert, denn in Musik haben nicht alle Frequenzen identische Maximalamplituden, geschweige denn zur Bandsättigung passende.

### Rauschverminderung
Rauschverminderungssysteme wie Dolby-A im professionellen Bereich, dbx oder Dolby-B im Heim-HiFi-Bereich können das Signal-Rausch-Verhältnis erheblich verbessern. Sie erfordern neben einem linearen Frequenzgang des Tonbandgerätes zwischen Aufnahme und Wiedergabe meist auch eine Normung des Pegels, weil ihre pegelabhängige Arbeitsweise bei hohen Pegeln nach Aussteuerbarkeit und bei niedrigen Pegeln nach Rauschverminderung optimiert ist. Bei Dolby-B führt ein Pegel-Fehlabgleich zu Frequenzgangfehlern, ebenso ein Pegelverlust durch Lagerung sowie der mit der Zeit einsetzende Brillanzverlust.

## Geschichte

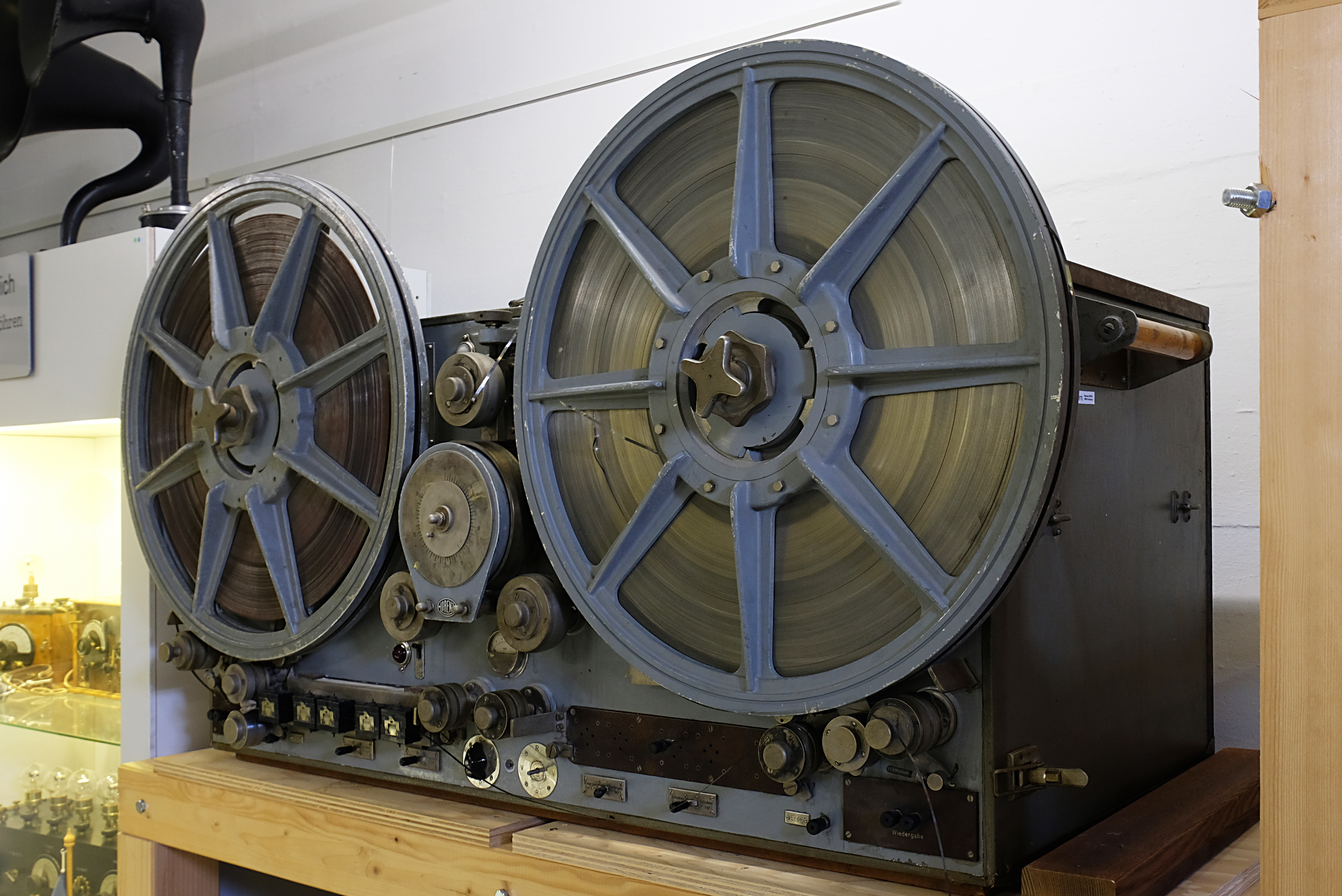
Stahlband-Gerät von Lorenz im Enter Museum

Nach eher theoretischen Vorarbeiten von Oberlin Smith (1878/1888) und ersten, nicht voll marktfähigen Geräten von Valdemar Poulsen erschienen Ende der 1920er Jahre Stahldraht-Magnettongeräte vorwiegend für Diktierzwecke sowie Stahlton-Bandmaschinen für die Rundfunkanwendung (Curt Stille, Semi Joseph Begun). Nachdem Fritz Pfleumer 1928 als Tonspeicher ein mit magnetisierbarem Stahlpulver beschichtetes Band vorgeschlagen hatte, stellte 1935 die AEG das Magnetophon vor, das mit einem vom Konzern I.G. Farbenindustrie Aktiengesellschaft gelieferten Celluloseacetatband arbeitete. Seit 1939 war es mit dem ferromagnetischen Eisenoxid (γ)-Fe2O3 beschichtet. Das zunächst freitragend auf Wickelkerne gespulte Magnetophonband war 6,5 mm breit; seit etwa 1948 setzte sich als international einheitliche Bandbreite 6,3 mm durch. Diese ersten Geräte nannte man später Vollspurgeräte, weil die ganze Breite des Bandes zur Aufzeichnung (= Spur) in einer Richtung genutzt wird. Die Bandgeschwindigkeit beträgt zuerst 100 cm/s, dann 77 cm/s (Deutschland) beziehungsweise 76,2 cm/s (international, entsprechend 30 Zoll/s), später 38,1 cm/s; darauf folgten weitere Halbierungen des Bandvorschubs bis hinunter zu 2,38 cm/s. Amateur- und semiprofessionelle Geräte verwendeten fast ausnahmslos 19 cm/s oder, mit leichtem Qualitätsverlust, 9,5 cm/s; im professionellen Bereich Studio (Rundfunk und Tonstudios) blieben meist 38,1 cm/s Standard. Bei professionellen Spezialgeräten wie Flugschreibern, bei denen es vor allem auf lange Laufzeit ankommt, finden sich teils noch geringere Bandgeschwindigkeiten.
Seit den späten 1940er Jahren gab es erste Halbspurgeräte, die grundsätzlich mit auf Spulen gewickeltem Band arbeiteten. Hierbei wird im ersten Durchlauf auf etwas weniger als der Hälfte der Breite des Bandes aufgezeichnet. Dann werden, spätestens am Bandende, die Spulen vertauscht (gewendet) und in einem weiteren Durchlauf wird die zweite Spur in Gegenrichtung bespielt. So verdoppelt sich die Spielzeit bei gleicher Bandlänge.

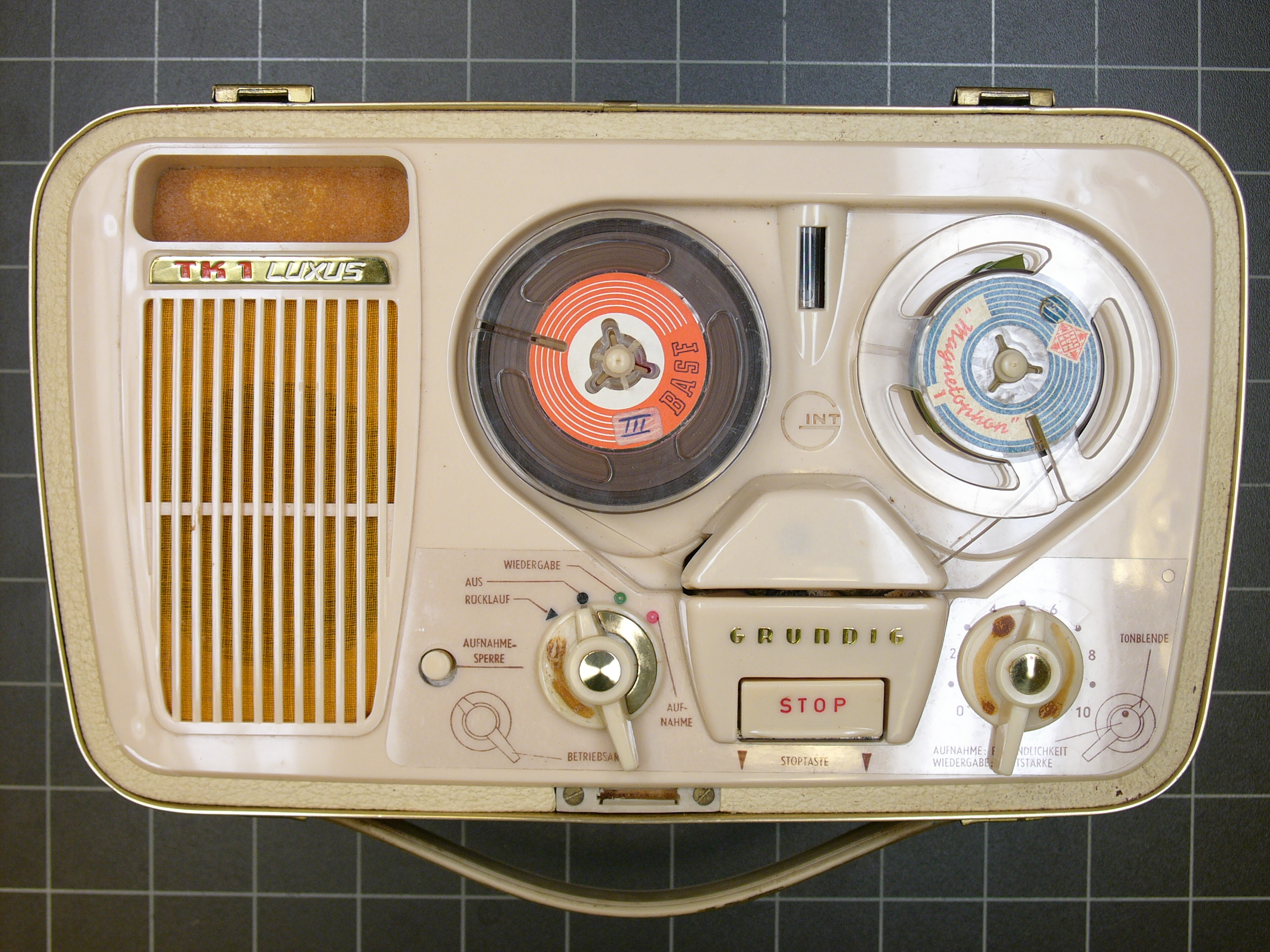
Tragbares Gerät 1950er Jahre von Grundig

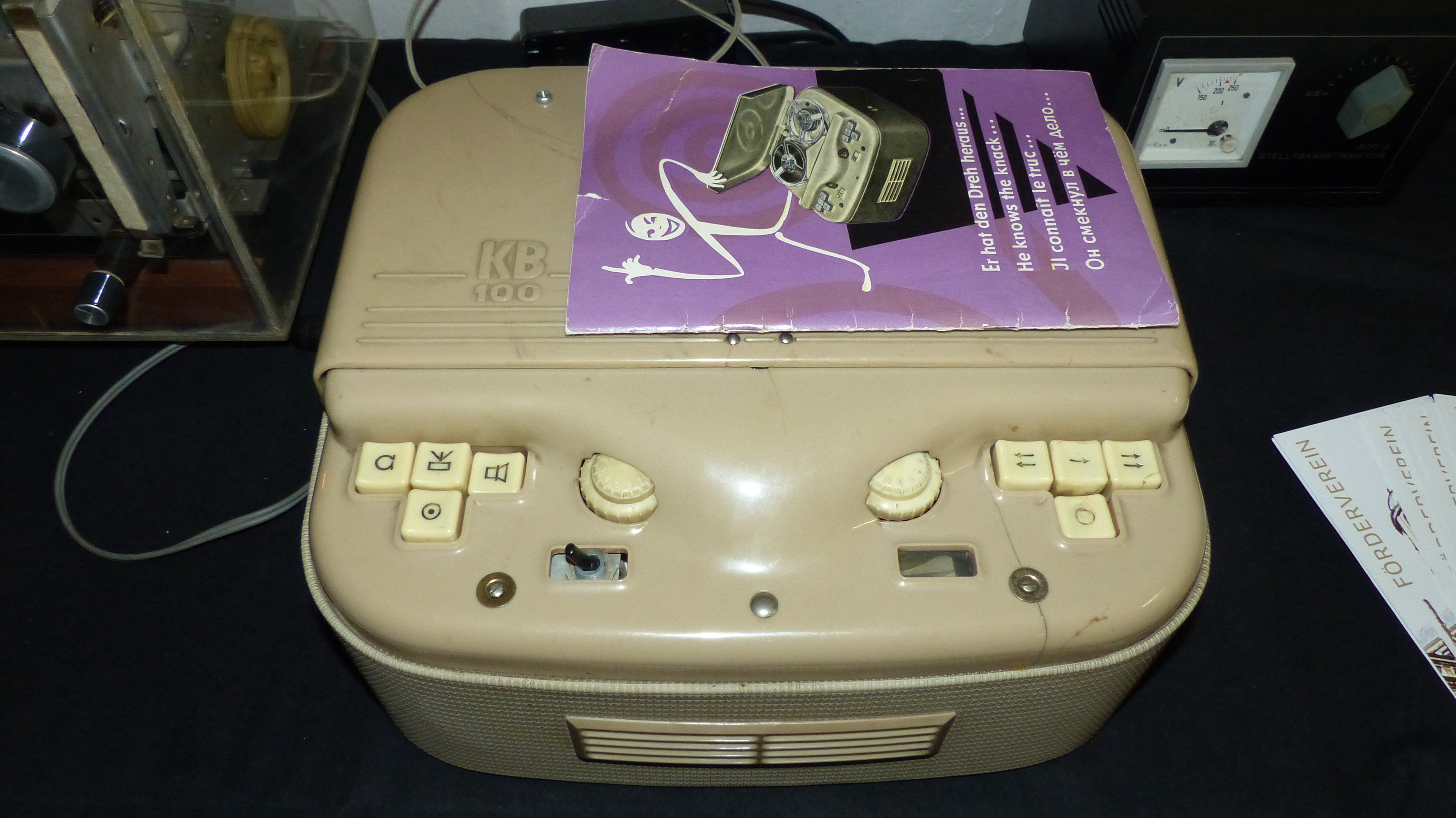
Tragbares Koffer-Tonbandgerät KB 100 der DDR 1957, Exponat in den Technischen Sammlungen Dresden

Revox A77 MkIV (1978)

Ab Anfang der 1950er Jahre brachte eine zunehmende Zahl von Herstellern Tonbandgeräte für den Heimbereich auf den Markt, mit immer mehr technischen Möglichkeiten und steigender Qualität:
- Spurlagen: Heimtonbandgeräte wurden zunächst in Halbspurtechnik gefertigt. Deren Spurlage – im ersten Durchlauf wird die obere Hälfte der Bandbreite bespielt – wurde allerdings erst 1956 genormt, weshalb bis dahin nicht alle mit Geräten verschiedener Hersteller aufgenommenen Tonbänder kompatibel waren. Viertelspurgeräte gab es erst Ende der 1950er Jahre. In Halb- und Viertelspurtechnik aufgezeichnete Tonbänder waren nicht kompatibel (Halbspurbänder aber mit qualitativen Einschränkungen auf Viertelspurgeräten abspielbar). Vereinzelt wurden auch Geräte mit tauschbaren Kopfträgern (dem Bauteil, das die für Löschen, Aufnahme und Wiedergabe notwendigen Wandler beherbergt) für Halb- und Viertelspur angeboten. Der Wechsel erforderte nur wenige Handgriffe. Selten zu finden waren Halbspur-Tonbandgeräte mit einem zusätzlichen Wiedergabe-Kopf für Viertelspur-Aufnahmen.[1]
- Stereophonie: Geräte mit Zweikanalaufzeichnung zur räumlichen Tonwiedergabe kamen ebenfalls erst Ende der 1950er Jahre heraus.
- Mehrere Bandgeschwindigkeiten: Zunächst war die Bandgeschwindigkeit 19,05 cm/s Standard für Heimtonbandgeräte. Dann aber wurde die Geschwindigkeit – zu Gunsten der Laufzeit und zu Lasten der Wiedergabequalität – mehrfach halbiert: 9,53 cm/s, 4,76 cm/s bis zu 2,38 cm/s. Bei etlichen Geräten der oberen Preis- und Qualitätsklassen konnte die Bandgeschwindigkeit umgeschaltet werden.

1955 begeisterte sich Max Knobloch in seinem Buch Der Tonband-Amateur (nach eigener Angabe das erste für diese Zielgruppe überhaupt): „Die Magnetbandgeräte erfüllen den alten Traum des Menschen, Sprache und Musik und alle akustischen Äußerungen der Umwelt selbst aufnehmen und für beliebig häufiges Wiedergeben aufbewahren zu können. Zum Foto-Amateur gesellte sich der Tonband-Amateur. Seine technischen Hilfsmittel sind keineswegs teurer als hochwertige Kameras; die Vielseitigkeit seiner Arbeit verschafft ihm mindestens die gleiche Freude und Befriedigung.“ Für viele private Interessenten mit Durchschnittseinkommen blieben die Heimgeräte jedoch vorerst unerschwinglich oder zumindest längerfristiges Sparziel.

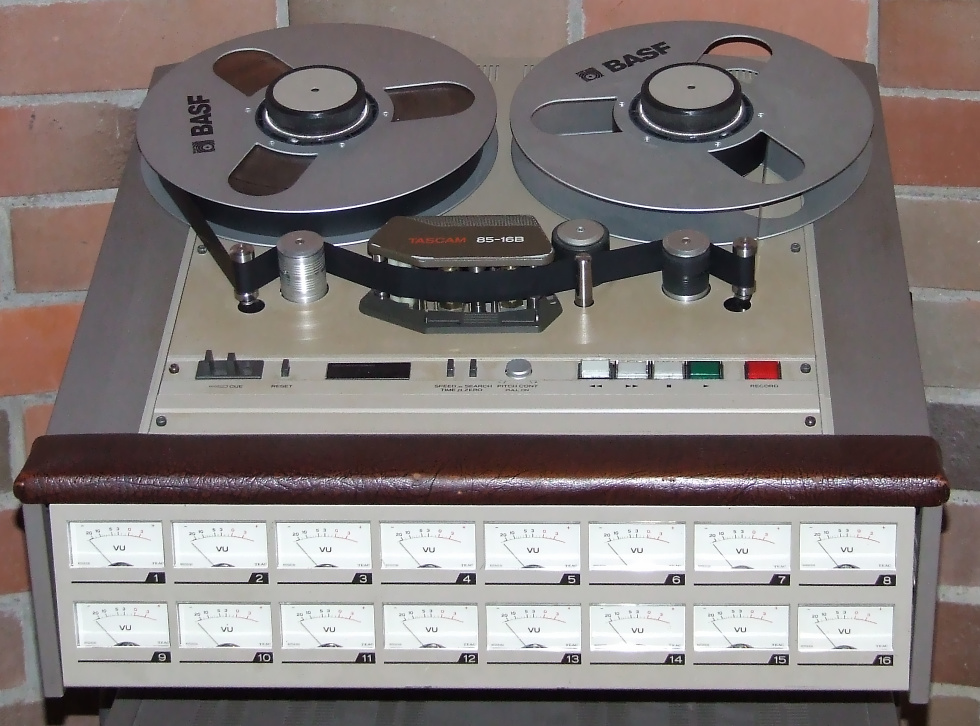
Profi-Mehrspurrekorder für Tonstudios mit 16 Aufnahmespuren auf 1 Zoll (2,54 cm) breitem Magnetband von Tascam

Für den professionellen Bereich wurden wenig später Mehrspurtonbandgeräte entwickelt – zuerst 4-Spur-, dann 8-Spur-Geräte mit einer Bandbreite von 1 Zoll (1 Zoll = 25,4 mm), in der Weiterentwicklung bis zu 24 Spuren auf 2 Zoll breitem Band (50,8 mm). Hiermit ist es möglich, 24 einzelne Tonquellen gleichzeitig oder nacheinander aufzunehmen; dabei wird bei der Ur-Aufnahme jede Ton-Quelle einer Spur zugeordnet. Dadurch kann das Abmischen nachträglich geschehen und bis zur Zufriedenheit wiederholt werden. Seltener wurden 32-Spur-Geräte für 50,8 mm Band geliefert. Bis zu 48 Spuren auf ½-Zoll-Band (12,7 mm) erlaubte erst die nur wenige Jahre angewandte digitale Aufzeichnungstechnik mit professionellen Magnetband-Digitalrecordern. Spulentonbandgeräte werden heute kaum noch eingesetzt, gelegentlich findet man sie noch im professionellen Bereich, vor allem in Tonstudios; aber auch dort sind sie nahezu vollständig von digitalen Verfahren verdrängt.
In den 1960er Jahren wurden Spulentonbandgeräte durch die Transistortechnik kompakter, leichter und billiger, und Heimtonbandgeräte erlebten einen Verkaufsboom. „Der Bohrmaschine dicht auf den Fersen, strebt die Verbreitung des Tonbands in den 1960er Jahren ihrem Höhepunkt zu“ (Deutschlandfunk). Abschätzungen zufolge betrug der Bestand an Tonbandgeräten in der Bundesrepublik Deutschland Ende 1962 ca. 5 bis 6 Mio. Geräte; der Sättigungsgrad betrug 25 % der Haushalte. Das Tonband war „eines der wichtigsten Medien der Information und Dokumentation, kulturpolitischer Faktor ersten Ranges (so eine Stellungnahme des Bundesrates anlässlich Ablehnung einer Vergütungspflicht für private Bandaufnahmen).“ Über 50 Modelle wurden von fast einem Dutzend Hersteller in der Bundesrepublik Deutschland einschließlich West-Berlin zu Preisen von DM 250,– bis DM 2000,– angeboten; Hauptabnehmer war die Altersgruppe 15 bis 25 Jahre, gefolgt von den 25- bis 35-Jährigen. Die Popularität und wirtschaftliche Bedeutung des Heimtonbandgeräts stieg laufend an. 1965 bezeichneten Grundig, Philips und Telefunken übereinstimmend den Tonbandgeräte-Sektor als expansivsten Zweig ihrer Fertigung.
Anfang der 1970er Jahre überschritten die Spulen-Heimtonbandgeräte ihren Höhepunkt, und die im vorangegangenen Jahrzehnt entwickelten und vorgestellten Kassettengeräte mit Compact Cassetten (Audiokassetten) eroberten den Markt. Sie sind wiederum erheblich kleiner als Spulentonbandgeräte, in der Handhabung bequemer und wegen des von einem Gehäuse geschützten Bandes „narrensicher“, zudem wurde eine Vielfalt an bespielten Kauf-Musikkassetten (MusiCassette) angeboten. Das deutlich schmalere Bandmaterial erlaubte anfangs nur eine reduzierte Tonqualität, obwohl die Compact-Cassette von vornherein für Musikwiedergabe gedacht war. Nach gelegentlichen Einsätzen zu Diktatzwecken setzten sich hier noch kleinere Kassetten-Systeme mit ausreichender Wortverständlichkeit durch. Das änderte sich rasch, vor allem, als ab 1970 CrO2-Bandmaterial (später auch kobaltdotierte Eisenoxide) entwickelt wurde, mit dem auch HiFi-Qualität möglich wurde. Elektronische Rauschminderungssysteme (Dolby, HighCom (Telefunken)) steigerten die Tonqualität nochmals merklich. Ebenfalls wurden neue Tonköpfe entwickelt, die eine sehr hohe Standzeit hatten (Glasferritkopf). Damit lösten die Kassettengeräte außerhalb von professionellen Anwendungen die Spulentonbandgeräte langsam ab.
Die Einführung von Rekordern mit Radioteil, den Radiorekordern, führte zu einer großen Verbreitung besonders in der Jugendkultur. In den 1970er und 1980er Jahren wurden relativ große Geräte mit zwei Kassettendecks (zum schnellen Überspielen auf eine andere Kassette) und leistungsstarken Stereoverstärkern gebaut. Die weltweite Verbreitung des Compact-Cassetten-Systems kulminierte im batteriebetriebenen Abspielgerätetyp, dem Walkman.
Eine prinzipielle Schwäche der Compact-Cassette war, dass die Bandführung – und damit die korrekte Wiedergabe der höheren Tonlagen – von der spritzgussbestimmten Präzision des Kassettengehäuses abhing. Weitere Probleme in der Handhabung, z. B. häufiger „Bandsalat“ durch ungleichen Bandlauf, schlecht laufendes Bandmaterial oder auch nachträgliche Qualitätsverluste der Aufnahmen durch unbeabsichtigte Magnetisierung etc. zeigten die Grenzen der Technik auf. Neue Techniken, besonders die Anfang der 1980er Jahre entwickelte Compact Disc (CD), führten schließlich zur Verdrängung. Zunächst diente die CD als höherwertige Ergänzung zur Audiokassette – in Radiorekordern wurden zusätzlich CD-Player eingebaut. Viele Radiorekorder hatten außerdem eingebaute Mikrofone – in Asien beispielsweise sind Karaoke-Aufnahmen sehr beliebt.
Heute werden Tonband- oder Kassettengeräte immer seltener eingesetzt. In ihre Domäne drangen selbstgebrannte und bespielte CDs bzw. DVDs sowie Computer-Festplatten (vor allem mit MP3-Musikdateien) und digitale Aufzeichnungssoftware sowie Mobile Apps vor.

## Der deutsche Sonderweg
Schon bei der Reichs-Rundfunk-Gesellschaft – somit auch im „angeschlossenen“ Österreich – und dann später im Bereich der ARD war es – und ist es heute noch in ARD-Ton-Archiven – üblich, Bandmaschinen in sogenannter „deutscher Schichtlage“ zu verwenden. Dort liegen die Tonköpfe auf der gegenüberliegenden Seite, das Tonband wird also mit der magnetischen Schichtseite nach außen aufgewickelt. Beim Austausch von Bändern mit anderen Ländern – oder privaten Studios – musste in den ersten Jahren immer auf die Schicht- und damit auch auf die Spurlage hingewiesen werden, weil diese sich umkehrt, wenn das Band mit der Schichtseite nach innen abgetastet wird und die Bänder zum Abspielen umgewickelt werden. Später wurde die Norm dahingehend korrigiert, dass bei Maschinen, die in deutscher Schichtlage arbeiteten, das untere Kopfsystem zum linken Kanal gehört. (Auch in der DDR wurde für kurze Zeit nach dem Krieg mit diesem System gearbeitet, dann übernahm man die internationale Schichtlage.) Dadurch waren die Verhältnisse auch dann korrekt, wenn das Band auf Geräten für die internationale Schichtlage wiedergegeben wurde.
Auch waren die Spuren beim ARD-System etwas breiter (2,75 mm) und die Trennspur demzufolge schmaler, was aber bei Wiedergabe auf Geräten mit etwas schmaleren Kopfsystemen keine Rolle spielt.
Nach 1945 arbeitete man in Österreich nur noch mit der „internationalen Schichtlage“, die Schweiz verwendete diese ebenfalls. Welche Schichtlage einfacher beim Arbeiten mit Bändern ist, war immer umstritten. Man vermied – oder verminderte wenigstens – durch die deutsche Schichtlage die durch den Kopiereffekt bedingten, sog. Vorechos, die bei alten Bändern oft sehr lästig gewesen waren. Beim Vorecho erklingen laute Passagen einmal oder mehrmals mit ansteigendem Pegel vor dem eigentlichen Ton, weil sich dann das Band durchmagnetisiert hat. Das magnetisierte Band wirkt hier wie ein Magnet und beeinflusst darunterliegende Windungen, vor allem, wenn die Bänder hart gewickelt gelagert werden. Natürlich treten bei beiden Schichtlagen Vor- und Nachechos auf, das Magnetfeld besitzt schließlich keine Vorzugsrichtung. Jedoch stört das Vorecho subjektiv stärker, weil es unerwartet auftritt. Insofern ist es seit jeher ein Vorteil deutscher Schichtlage, dass bei zurückgespultem Band das Vorecho um 2…3 dB geringer bleibt als das Nachecho. Um den gleichen Vorteil auch bei internationaler Schichtlage zu genießen, werden solche Bänder „tail out“ (vorgespult) gelagert.
Als mit dem Aufkommen der CD auch vermehrt gute Aufnahmen aus ausländischen Archiven in Deutschland zu CDs bearbeitet wurden, kam – und kommt – es immer wieder vor, dass auf die Zuordnung der Spuren zu den Stereokanälen nicht geachtet wurde und man die Kanäle vertauschte. Ein Beispiel hierfür ist die Aufnahme der 9. Sinfonie von Anton Bruckner mit den Leningradern Philharmonikern unter Jewgeni Mrawinski, die 1987/1993 auf diese Weise erschien.
Die Firma Revox fertigte für die ARD stets Studiomaschinen im ARD-System.

## Bedeutende Hersteller von Tonbandgeräten
- AEG
- Akai
- Ampex
- ASC
- Ballfinger
- Bang & Olufsen
- Braun
- Dokorder
- Dual
- Ferrograph
- Grundig
- Körting
- Nagra
- Loewe Opta
- Metz
- Nordmende
- Otari
- Philips
- Pioneer
- Revox / Studer
- RFT
- Saba
- Schaub-Lorenz
- Sony
- Stellavox
- Stuzzi[7]
- Tandberg
- Teac / Tascam
- Technics
- Telefunken (siehe auch Magnetophon)
- TESLA
- Uher
- Unitra (Polnische Geräte)